# 石永鄉
石永鄉（石永公社），是四川省鄰水縣下轄的一個鄉級行政單位。

## 沿革[1]
- 民國29年(1940年)3月1日，按《縣各級組織法綱要》及《補充注意事項》的規定，實行新縣制。4月，改3個區為4個區。石稻鎮和永興鄉合并为石永鄉，屬第二區[2]。
- 1949年12月，石永區人民政府即建立了石永鄉公所。1950年2月，石永區人民政府撤銷，石永鄉公所改由興仁區人民政府領導。1951年6月9日，石永鄉公所劃歸新建的第八區(石永區)公所領導。1953年4月24日，石永鄉公所改稱石永鄉人民政府。1956年1月16日，石永鄉政府改稱石永鄉人民委員會。1958年9月22日，石永鄉人委改稱石永人民公社。1966年5月「文革」開始後，石永人民公社工作受到干擾。1967年3月，由公社武裝幹部和群眾代表主持成立了石永人民公社生產辦公室，負責公社日常工作。1969年1月9日，經縣人武部黨委批准，石永人民公社革命委員會成立。1976年10月粉碎「四人幫」後，石永人民公社的行政組織機構仍然是革命委員會。1981年3月，縣委決定撤銷石永人民公社革委會，建立石永鄉人民公社管理委員會，管委會設正、副主任。1984年1月，根據中共中央體制改革要求，縣委又決定撤銷石永人民公社管委會，建立石永鄉人民政府。